# Svaneborg
Svaneborg (tysk: Schwonsburg) var en middelalderborg på halvøen Svans i Sønderjylland. Borgen blev opført af Erik af Pommern i 1415 og lå på Sliens sydlige bred ved Sundsager over for Arnæs og tæt ved den nuværende bebyggelse Mølleskov. Borgens formål var formodentlig beskyttelsen af handelsvejen til Slesvig by. Kongen var dengang i konflikt med Hanseforbundet. Tæt ved borgen lå den nu forsvundne landsby Rinkenæs (tysk: Rinkenis). Borgen lå afskærmet bag et af Sliens mange nore.
Svaneborgen blev senere nedrevet. Endnu i 1903 kunne resterne af slotsvoldene ses. På slotsbakken står siden 1700-tallet et bolighus.